# IV Korpus
Il IV Korpus croato, in cirillico Четврти хрватски корпус, in serbo-croato Četvrti hrvatski korpus, fu un corpo d'armata dell'Esercito Popolare di Liberazione della Jugoslavia, costituito il 22 novembre 1942 in Croazia occidentale per controllare le formazioni partigiane attive in Lika, Kordun e Banija contro lo Stato Indipendente di Croazia e le potenze occupanti dell'Asse, durante la Seconda guerra mondiale sul fronte jugoslavo.

## Storia
Nell'autunno del 1942 Tito e il comando supremo del movimento di resistenza partigiano presero la decisione di organizzare un vero esercito regolare, il cosiddetto Esercito Popolare di Liberazione della Jugoslavia, costituito da un raggruppamento scelto di formazioni mobili sotto il diretto controllo della dirigenza centrale e una serie di unità partigiane dislocate nei vari territori della Jugoslavia occupata, impegnati a favorire i reclutamenti e l'organizzazione di nuove brigate, e contemporaneamente a proseguire attivamente la guerriglia. Il 9 novembre 1942 venne quindi costituito un comando territoriale in Bosnia, il I Korpus bosniaco, per controllare le formazioni attive in quella regione, mentre il successivo 22 novembre 1942 venne attivato un secondo comando territoriale incaricato di coordinare la guerra partigiana nelle regioni della Lika, del Kordun e della Banija. Questo nuovo raggruppamento prese il nome originariamente di "I Korpus croato d'assalto di liberazione nazionale" (Prvi hrvatski narodnooslobodilački udarni korpus).
Sotto il controllo del I Korpus croato vennero poste le tre formazioni partigiane attive sul territorio: la 6ª Divisione della Lika, la 7ª Divisione della Banja e la 8ª Divisione del Kordun, oltre a tre distaccamenti, odred, autonomi. Ivan Gošnjak ricevette il comando del nuovo corpo, mentre Većeslav Holjevac divenne il commissario politico; con la costituzione del I Korpus croato venne sciolto il comando della prima zona operativa croata, le cui funzioni vennero trasferite al quartier generale della nuova formazione.
Il I Korpus croato venne coinvolto nella prima fase dell'operazione Weiss, la grande offensiva dell'Asse iniziata il 20 gennaio 1943 con l'obiettivo di accerchiare e distruggere totalmente le forze partigiane; le tre divisioni del corpo croato era formate da circa 16.000 partigiani e si batterono con tenacia per contrastare l'attacco tedesco. Nel Kordun il I Korpus croato riuscì a rallentare la marcia delle Waffen-SS verso Bihać dando modo al quartier generale partigiano di ripiegare verso sud, mentre anche la 369. Divisione tedesco-croata incontrò una aspra resistenza da parte di due divisioni del I Korpus e non poté rispettare i tempi stabiliti per l'avanzata. Nei giorni seguenti i reparti del I Korpus croato affrontarono con successo anche le divisioni italiane; nella prima metà del mese di febbraio la divisione "Sassari" venne accerchiata da due divisioni del corpo croato e si sganciò con difficoltà dopo aver subito pesanti perdite.

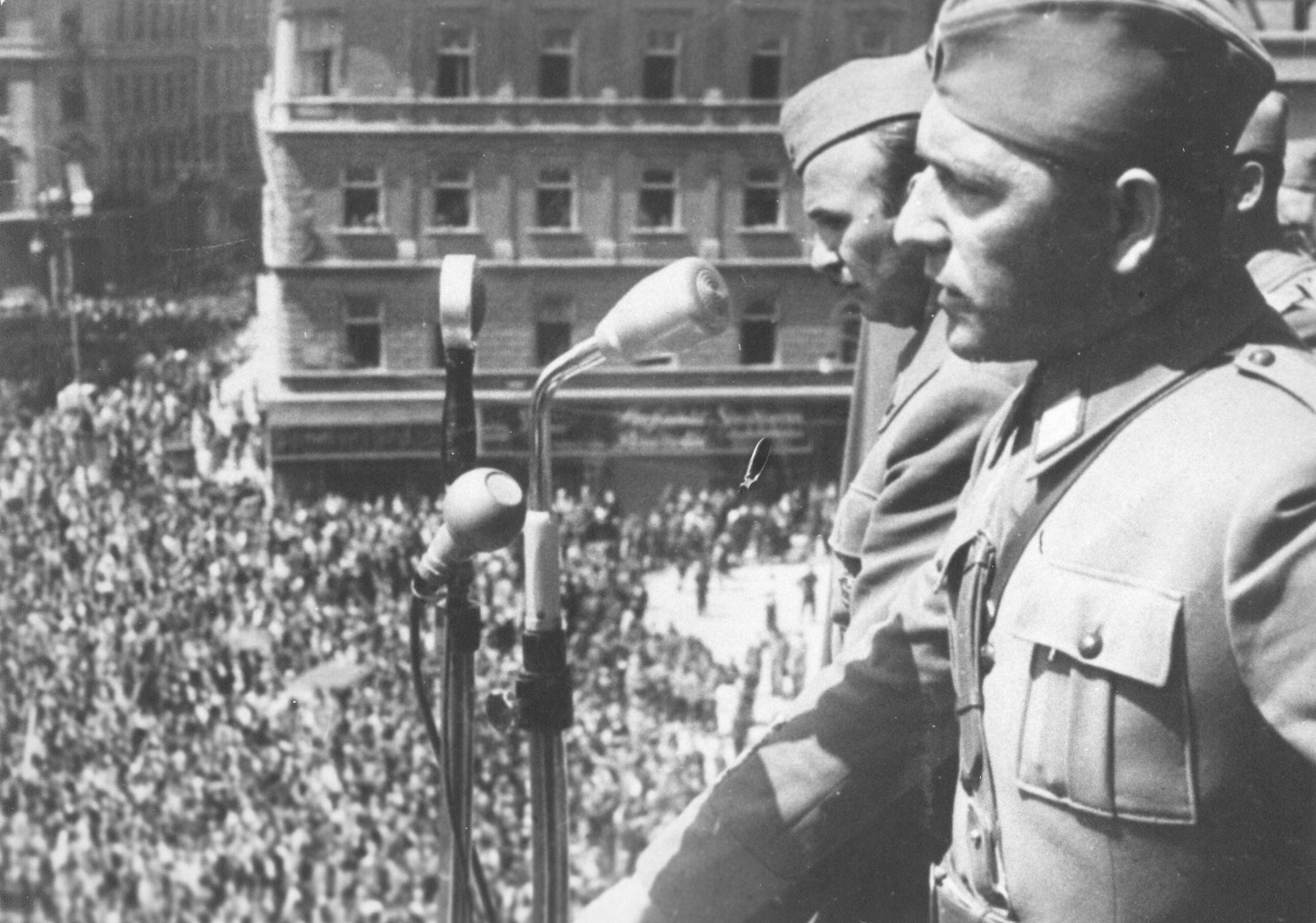
Ivan Gošnjak, primo comandante del IV Korpus, parla alla folla a Zagabria nel maggio 1945 dopo la vittoria nella guerra di liberazione.

In precedenza tuttavia la situazione dei partigiani era divenuta più difficile, il I Korpus croato aveva dovuto evacuare Bihać e iniziare lo sganciamento su posizioni più arretrate. Tito prese la decisione di muovere verso sud con le sue tre divisioni del gruppo operativo principale e con la 7ª Divisione della Banja, una delle formazioni del I Korpus croato, che quindi prese parte nelle settimane seguenti alla battaglia della Neretva e alla battaglia della Sutjeska, dove subì forti perdite. Le altre divisioni del corpo d'armata rimasero invece in Croazia occidentale.
Nell'estate 1943 il I Korpus croato era formato dalla 6ª Divisione della Lika e dalla 8ª Divisione del Kordun con un totale di oltre 6.000 partigiani ed era sempre al comando di Ivan Gošnjak; in agosto Milovan Đilas si recò nel Kordun in ispezione insieme ai combattenti superstiti della 7ª Divisione della Banja che ritornavano a nord per unirsi alle altre formazioni. Il dirigente comunista si recò al quartier generale partigiano del I Korpus croato e incontrò Gošnjak con il quale discusse sugli sviluppi della situazione locale; nelle sue memorie Đilas esprime giudizi positivi sul comandante del corpo e sull'efficienza dei combattenti ai suoi ordini.
Nel mese di ottobre 1943 Ivan Gošnjak venne promosso alla guida del quartier generale superiore di tutte le forze partigiane in Croazia e il comando del I Korpus croato passò a Ivan Rukavina; inoltre dal 5 ottobre 1943, nel quadro della riorganizzazione generale delle unità dell'Esercito popolare, il corpo d'armata venne ridenominato IV Korpus (croato) del NOVJ. In questo periodò cambiò anche la composizione delle forze assegnate: il 9 novembre 1943 la 6ª Divisione della Lika venne trasferita al I Korpus proletario, mentre il 30 gennaio 1944 arrivò in rinforzo la nuova 34ª Divisione croata e l'8 febbraio 1944 il cosiddetto "gruppo operativo del fiume Una"; le forze numeriche del IV Korpus croato crebbero costantemente durante la guerra e alla fine del 1944 oltre 29.000 partigiani, uomini e donne, combattevano nelle sue file.
Dopo aver affrontato le ripetute offensive in Croazia della Wehrmacht tedesca successive alla resa dell'Italia, il IV Korpus rimase in combattimento fine alla fine della guerra nel territorio dello Stato ustaša, partecipando alle difficili operazioni per la liberazione di Cazin e contribuendo all'offensiva conclusiva del 1945 nel settore di Karlovac.